# Hesperevax acaulis
Hesperevax acaulis — вид трав'янистих рослин родини айстрові (Asteraceae). Етимологія: грец. α- — «без-» грец. καυλοϛ — «стебло», acaulis — «безстебельна».

## Опис
Рослини 0.5–7 см заввишки. Стебла 0 або 1–10 см, від стоячих до розпростертих. Гілок зазвичай 0, іноді проксимальні й/або дистальні. Листя волохате, базальне або стеблове, сидяче або черешкове, найбільше 4–22(32) × 0.5–4(5) мм. Голови прикінцеві, поодинокі, або, рідше, у щільних клубочках (діаметр 3–7 мм) по 2–8, змішаних з листям, а рідко — поодинокі в пазухах, дзвоноподібні, 2–4 × 1.5–3.5 мм, висота у 1–1.5 разів більша, ніж діаметр. Квіткова голова містить кілька крихітних дискових квітів. Віночок 0.6–1 мм. Плоди 0.6–1.6 мм.

## Поширення
Вид є рідним у Каліфорнії та штаті Орегон, де він зростає у багатьох типах гірських, долинних і прибережних середовищ існування, включаючи райони, які недавно постраждали від вогню. 

## Підвиди
Підвиди показують достатнє географічне та екологічне розшаровування, яке корелюється з морфологічними відмінностями, що гарантує таксономічне визнання.  Підвиди, як правило, трапляться в різних місцях та / або висотних зонах. Проміжні зразки складно призначити з упевненістю.
- Hesperevax acaulis
  - Hesperevax acaulis var. robustior
  - Hesperevax acaulis var. ambusticola
  - Hesperevax acaulis var. acaulis